# Società Sportiva Calcio Ancona
Maillots
Actualités
La Società Sportiva Calcio Ancona est un club italien de football  basé à Ancône, dans les Marches. Le club évolue lors de la saison 2024-2025 en Serie D (D4).

## Historique

Logo du club de 2004 à 2010.

## Palmarès
- Coupe d'Italie :
  - Finaliste (1) : 1994

- Serie C :
  - Champion (3) : 1937, 1942, 1950

- Serie C1 :
  - Champion (1) : 1988

- Serie C2 : 
  - Champion (1) : 1982

- Serie D :
  - Champion (2) : 1975, 2014

## Changements de nom
- 1905-1927 : Unione Sportiva Anconitana
- 1927-1929 : Società Sport Ancona
- 1929-1932 : Società Sportiva Anconitana
- 1932-1945 : Unione Sportiva Anconitana-Bianchi
- 1945-1983 : Unione Sportiva Anconitana
- 1983-2004 : Ancona Calcio
- 2004-2010 : Associazione Calcio Ancona
- 2010-2014 : Società Sportiva Dilettantistica Unione Sportiva Ancona 1905
- 2014-2017 : Unione Sportiva Ancona 1905
- 2017-2021 : Unione Sportiva Anconitana Associazione Sportiva Dilettantistica
- 2021-2022 : Ancona-Matelica
- 2022-2024 : U.S. Ancona
- 2024- : Società Sportiva Calcio Ancona

## Joueurs emblématiques
- Massimo Agostini
- Dino Baggio
- Nicola Caccia (en)
- Felice Centofanti (en)
- Eusebio Di Francesco
- Maurizio Ganz
- Dario Hübner
- Gianluigi Lentini
- Alessandro Melli
- Davide Micillo (en)
- Mauro Milanese (en)
- Alessandro Nista
- Goran Pandev
- Tomislav Erceg
- Milan Rapaić
- Lajos Détári
- Miloš Glonek
- Daniel Andersson
- Magnus Hedman
- Oscar Ruggeri
- Fábio Bilica
- Mário Jardel
- Max Vieri